# Трошю, Луи Жюль
Луи Жюль Трошю (фр. Louis Jules Trochu; 12 марта 1815, остров Бель-Иль — 7 октября 1896, город Тур) — французский военачальник и политический деятель, председатель правительства национальной обороны (Gouvernement de la Défense nationale) во время Франко-прусской войны 1870—1871 годов (4 сентября 1870 — 13 февраля 1871). Генерал.
В 1859 году участвовал в Итальянской кампании и отличился при Сольферино. В 1867 выпустил книгу «L’armée française» с резкой критикой порядков, существовавших во французской армии. Во Франко-прусской войне после первых серьёзных поражений был назначен военным губернатором Парижа и начальником армии, защищавшей столицу. После Седана и падения империи Наполеона III, по предложению Гамбетты, вся власть сосредоточена была в руках Трошю, избранного президентом правительства национальной обороны. В 1872 Трошю подал в отставку и отошёл от государственной деятельности.

## Биография

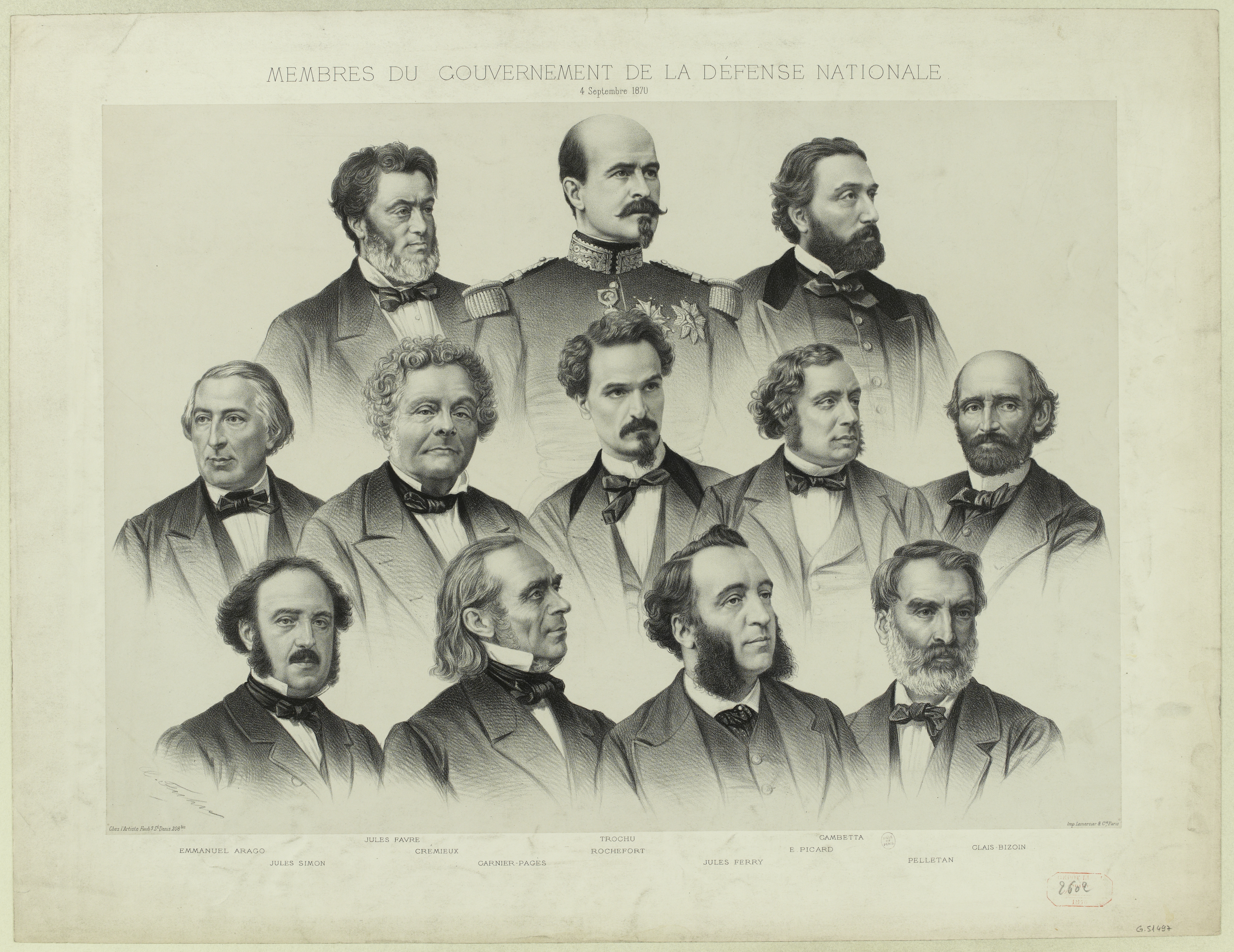

Луи Жюль Трошю родился на острове Бель-Иль. Получил военное образование в школе Сен-Сир, в 1837 году был направлен в школу Генерального штаба. В 1840 году — лейтенант, в 1843 — капитан.
Участвовал в завоевании Алжира; адъютант генерала де Ламорисьера, затем маршала Бюжо, а во время Крымской войны — маршала Сент-Арно и генерала Канробера.
В качестве генерала, командира 2-й дивизии участвовал в австро-итало-французской войне.
Автор критического обзора «Французская армия в 1867», в котором указывал на принятие прусской военной системы как единственное возможное средство преодоления имевшихся недочётов.
В начале войны с Пруссией принял под командование 12-ю дивизию, затем назначен комендантом Парижа. После получения в столице известий о поражении французских войск при Седане и начала Сентябрьской революции возглавил правительство Франции. Пытался организовать оборону страны против пруссаков. В условиях, угрожающих неминуемым поражением (после заключения перемирия с противником 28 января), в феврале 1871 года ушёл в отставку.

## Труды
- L’Armée française en 1867
- Pour la vérité et pour la justice
- L’Armée française en 1879
- Œuvres posthumes

## Награды
- Орден Почётного легиона
  - Великий офицер (12 августа 1861)
  - Командор (22 сентября 1855)
  - Офицер (9 августа 1854)
  - Кавалер (2 января 1844)
- Медаль в память об Итальянской кампании (1859)
- Колониальная медаль с планкой «Алжир»
- Кавалер ордена Леопольда (Бельгия)
- Великий офицер ордена Святых Маврикия и Лазаря (Сардиния)
- Великий офицер Савойского военного ордена (Сардиния)
- Командор ордена Святого Григория Великого (Святой Престол)
- Кавалер ордена Бани (Великобритания)
- Крымская медаль, 4 планки (Великобритания)